# 유기 기억
유기 기억 (有機記憶)은 멘델 유전학의 재발견 이전에 19세기 후반에 있었던, 불명확한 생물학적 이론이다. 이 이론은 모든 유기물이 기억을 포함한다는, 논란의 여지가 있는 개념을 유지했다.

## 역사

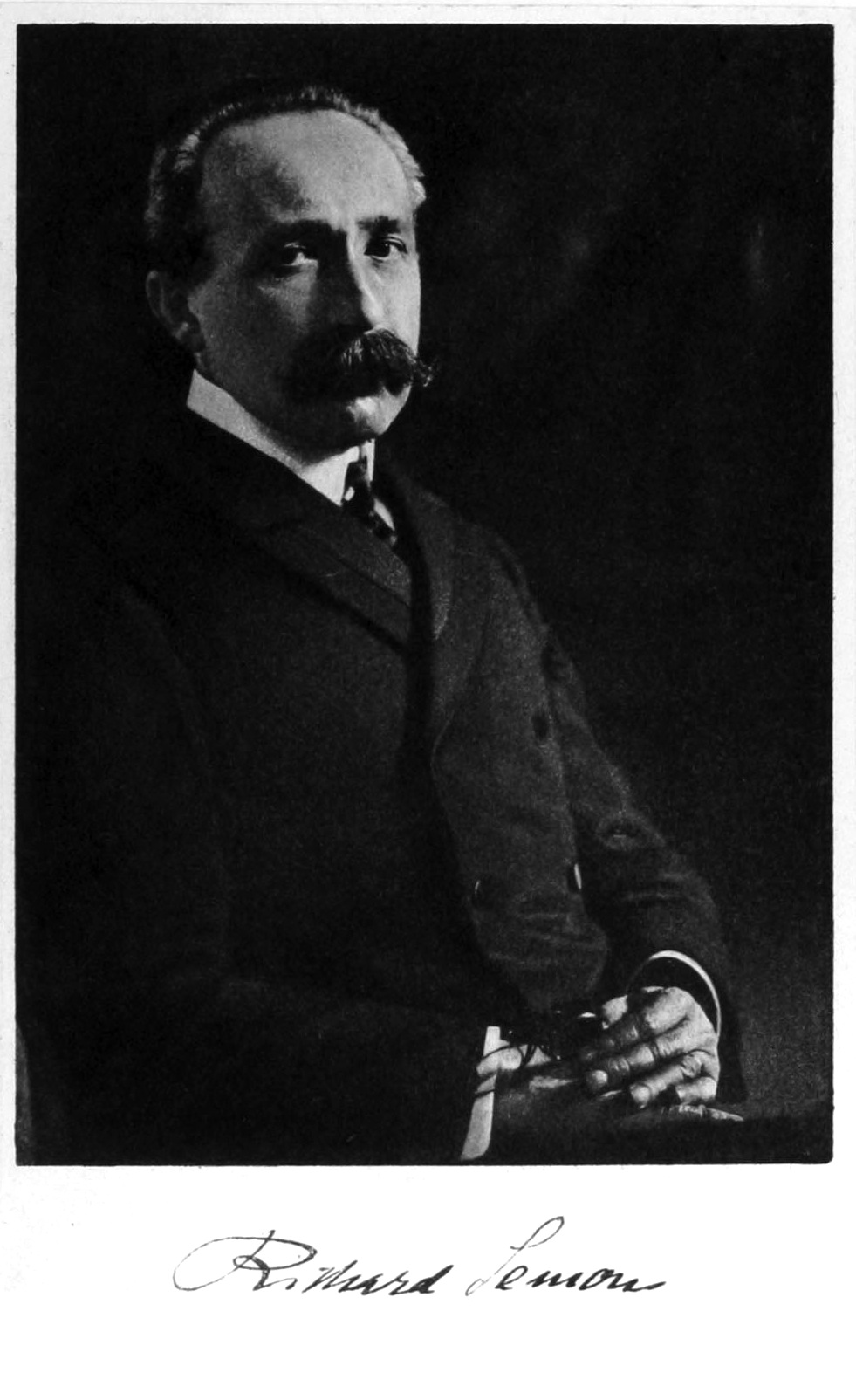
독일의 생물학자 리하르트 지몬은 유기 기억을 유전으로 연결시켰다.

독일의 생리학자 에발트 헤링은 1870년 비엔나에서 개최된 Imperial Science of Science에서 유기 기억에 대한 발상을 제시했다. 헤링은 획득 형질의 유전이라는 발상에서 영향을 받았고, 기억은 생식 세포에 의해 세대를 거쳐 전달될 수 있다고 제안했다.
유기 기억론의 변종은 새뮤얼 버틀러, 에른스트 헤켈, 에우제니오 리그나노, 테오뒬아르망 리보 및 리하르트 지몬과 같은 라마르크 진화의 옹호자들에 의해 제안되었다. 지몬과 같은 지지자들은 유기 기억론을 유전 현상과 연결시켰다.
역사가 페테리 피에티카이넨에 따르면:
지몬은 정보가 기억에 암호화되어 있고 신경계의 변화를 보존하는 '기억 흔적'이나 자극의 후유증이 있을 뿐만 아니라, 뇌의 이런 변화 (기억 흔적)가 유전된다고 주장했다. 지몬의 므네메 이론은 라마르크 방식으로 기억 단위가 한 세대에서 다른 세대로 넘어간다고 제안했기에 크게 논란이 되었다.
유기 기억에 대한 발상은 1870년부터 1918년까지 생물학자와 심리학자들 사이에서 인기가 있었다. 이 이론은 신뢰할 수 있는 자료를 얻지 못해 과학적 정당성을 잃었고 유전학의 발전으로 이 이론은 유지될 수 없었다.

## 참고 도서
- Otis, Laura. (1994). Organic Memory: History and the Body in the Late Nineteenth and Early Twentieth Centuries. University of Nebraska Press. ISBN 0-8032-3561-5